# Trofeo Naranja
Trofeo Naranja (z hiszp. Trofeum Pomarańczowe) – międzynarodowy towarzyski klubowy turniej piłkarski rozgrywany regularnie latem od 1959 w mieście Walencja (Hiszpania) i organizowany przez Valencia CF. Pierwotnie był rozgrywany pomiędzy 3 zespołami, trwał do 1964 i nazywał się Trofeo Naranja, potem został przerwany ze względu na trudności finansowe. W 1970 roku został wznowiony jako Trofeo Valencia Naranja. W turnieju występują 2 lub 3 kluby. Przy 3 uczestnikach rozgrywano systemem ligowym każdy z każdym. Jedynie w 1976 uczestniczyło 4 zespoły, który walczyły o trofeum systemem pucharowym.

## Finały Trofeo Naranja
| Edycja | Rok  | Zwycięzca       | Drugie miejsce | Trzecie miejsce           | Stadion               | Data                 |                |
| ------ | ---- | --------------- | -------------- | ------------------------- | --------------------- | -------------------- | -------------- |
| I      | 1959 | Santos FC       | Valencia CF    | Inter Mediolan            | Estadio Luis Casanova | 24 – 27 czerwca 1959 |                |
| –      | 1960 | Nie rozgrywano  | Nie rozgrywano | Nie rozgrywano            | Nie rozgrywano        | Nie rozgrywano       | Nie rozgrywano |
| II     | 1961 | Valencia CF     | FC Barcelona   | Botafogo F.R.             | Estadio Luis Casanova | 24 – 29 czerwca 1961 |                |
| III    | 1962 | Valencia CF     | Sporting CP    | Blackpool F.C.            | Estadio Luis Casanova | 5 – 9 czerwca 1962   |                |
| –      | 1963 | Nie rozgrywano  | Nie rozgrywano | Nie rozgrywano            | Nie rozgrywano        | Nie rozgrywano       | Nie rozgrywano |
| IV     | 1964 | C.R. Flamengogo | Valencia CF    | Club Nacional de Football | Estadio Luis Casanova | 16 czerwca 1964      |                |

## Finały Trofeo Valencia Naranja
| Edycja  | Rok  | Finał                    | Finał          | Finał                     | Trzecie miejsce  |
| Edycja  | Rok  | Zwycięzca                | Wynik          | Finalista                 | Trzecie miejsce  |
| ------- | ---- | ------------------------ | -------------- | ------------------------- | ---------------- |
| I       | 1970 | Valencia CF              | 0:0            | CA Independiente          | FK Partizan      |
| –       | 1971 | Nie rozgrywano           | Nie rozgrywano | Nie rozgrywano            | Nie rozgrywano   |
| II      | 1972 | Bayern Monachium         | 1:1            | Valencia CF               | Feyenoord        |
| III     | 1973 | FK Crvena zvezda         | 2:0            | Standard Liège            | Valencia CF      |
| IV      | 1974 | PSV Eindhoven            | 0:0            | Vasas SC                  | Valencia CF      |
| V       | 1975 | Valencia CF              | 4:1            | ADO Den Haag              | FC Zürich        |
| VI      | 1976 | CSKA Moskwa              | 2:1            | Dinamo Moskwa             | Hércules CF      |
| VII     | 1977 | Borussia Mönchengladbach | 0:0            | Valencia CF               | Vitória Setúbal  |
| VIII    | 1978 | Valencia CF              | 1:0            | Huracán                   | AFC Ajax         |
| IX      | 1979 | Valencia CF              | 3:1            | Borussia Mönchengladbach  | RCD Espanyol     |
| X       | 1980 | Valencia CF              | 3:0            | Boca Juniors              | CR Vasco da Gama |
| XI      | 1981 | Węgry                    | 1:1            | Valencia CF               | Millonarios FC   |
| XII     | 1982 | 1. FC Kaiserslautern     | 3:0            | Valencia CF               | Luton Town F.C.  |
| XIII    | 1983 | Valencia CF              | 1:1            | SC Internacional          | CA Peñarol       |
| XIV     | 1984 | Valencia CF              | 1:0            | Hamburger SV              | River Plate      |
| XV      | 1985 | Boca Juniors             | 4:2            | Valencia CF               | –                |
| XVI     | 1986 | CR Flamengo              | 3:0            | Valencia CF               | –                |
| XVII    | 1987 | FC Barcelona             | 1:0            | Valencia CF               | ACF Fiorentina   |
| XVIII   | 1988 | Valencia CF              | 2:0            | FC Porto                  | CR Vasco da Gama |
| XIX     | 1989 | Valencia CF              | 2:0            | Club Nacional de Football | AFC Ajax         |
| XX      | 1990 | Real Madryt              | 7:1            | Valencia CF               | CSKA Sofia       |
| XXI     | 1991 | Valencia CF              | 1:0            | São Paulo                 | ZSRR             |
| XXII    | 1992 | Dinamo Moskwa            | 1:1            | Valencia CF               | UC Sampdoria     |
| XXIII   | 1993 | Valencia CF              | 0:0            | Werder Brema              | Feyenoord        |
| XXIV    | 1994 | Valencia CF              | 1:0            | FC Barcelona              | Real Valladolid  |
| XXV     | 1995 | Atlético Madryt          | 1:1            | Valencia CF               | CD Tenerife      |
| XXVI    | 1996 | Valencia CF              | 2:0            | CR Flamengo               | Perugia Calcio   |
| XXVII   | 1997 | SE Palmeiras             | 2:0            | Valencia CF               | CR Flamengo      |
| XXVIII  | 1998 | Valencia CF              | 2:0            | Dinamo Bukareszt          | –                |
| XXIX    | 1999 | Valencia CF              | ?:?            | Austria Salzburg          | –                |
| XXX     | 2000 | Parma F.C.               | 0:0 (k. 3:0)   | Valencia CF               | –                |
| XXXI    | 2001 | Valencia CF              | 2:1            | CA Peñarol                | –                |
| XXXII   | 2002 | Valencia CF              | 5:2            | Club Nacional de Football | –                |
| XXXIII  | 2003 | Real Madryt              | 0:0 (k. 6:5)   | Valencia CF               | –                |
| –       | 2004 | Nie rozgrywano           | Nie rozgrywano | Nie rozgrywano            | Nie rozgrywano   |
| XXXIV   | 2005 | Udinese Calcio           | 4:2            | Olympiakos SFP            | Valencia CF      |
| XXXV    | 2006 | Valencia CF              | 2:0            | AS Roma                   | –                |
| XXXVI   | 2007 | Parma F.C.               | 2:0            | Valencia CF               | –                |
| XXXVII  | 2008 | Valencia CF              | 3:1            | Vitesse                   | –                |
| XXXVIII | 2009 | Valencia CF              | ?:?            | Arsenal F.C.              | –                |
| XXXIX   | 2010 | Valencia CF              | 2:0            | ACF Fiorentina            | –                |
| XL      | 2011 | Valencia CF              | 3:0            | AS Roma                   | –                |
| XLI     | 2012 | Valencia CF              | 1:1 (k. 2:0)   | FC Porto                  | –                |

## Statystyki
| Lp.    | Klub                      | Zdobywca | Finalista | Lata triumfów |
| ------ | ------------------------- | -------- | --------- | --- |
| 1.     | Valencia CF               | 25       | 16        | 1961, 1962, 1970, 1975, 1978, 1979, 1980, 1983, 1984, 1988, 1989, 1991, 1993, 1994, 1996, 1998, 1999, 2001, 2002, 2006, 2008, 2009, 2010, 2011, 2012 |
| 2.     | CR Flamengo               | 2        | 1         | 1964, 1986 |
| 3-4.   | Real Madryt               | 2        | 0         | 1990, 2003 |
|        | Parma F.C.                | 2        | 0         | 2000, 2007 |
| 5.     | FC Barcelona              | 1        | 2         | 1987 |
| 6-8.   | Borussia Mönchengladbach  | 1        | 1         | 1977 |
|        | Boca Juniors              | 1        | 1         | 1985 |
|        | Dinamo Moskwa             | 1        | 1         | 1992 |
| 9-18.  | Santos FC                 | 1        | 0         | 1959 |
|        | Bayern Monachium          | 1        | 0         | 1972 |
|        | FK Crvena zvezda          | 1        | 0         | 1973 |
|        | PSV Eindhoven             | 1        | 0         | 1974 |
|        | CSKA Moskwa               | 1        | 0         | 1976 |
|        | Węgry                     | 1        | 0         | 1981 |
|        | 1. FC Kaiserslautern      | 1        | 0         | 1982 |
|        | Atlético Madryt           | 1        | 0         | 1995 |
|        | SE Palmeiras              | 1        | 0         | 1997 |
|        | Udinese Calcio            | 1        | 0         | 2005 |
| 19-21. | FC Porto                  | 0        | 2         | |
|        | Club Nacional de Football | 0        | 2         | |
|        | AS Roma                   | 0        | 2         | |
| 22-38. | Sporting CP               | 0        | 1         | |
|        | CA Independiente          | 0        | 1         | |
|        | Standard Liège            | 0        | 1         | |
|        | Vasas SC                  | 0        | 1         | |
|        | ADO Den Haag              | 0        | 1         | |
|        | Huracán                   | 0        | 1         | |
|        | SC Internacional          | 0        | 1         | |
|        | Hamburger SV              | 0        | 1         | |
|        | São Paulo                 | 0        | 1         | |
|        | Werder Brema              | 0        | 1         | |
|        | Dinamo Bukareszt          | 0        | 1         | |
|        | Austria Salzburg          | 0        | 1         | |
|        | CA Peñarol                | 0        | 1         | |
|        | Olympiakos SFP            | 0        | 1         | |
|        | Vitesse                   | 0        | 1         | |
|        | Arsenal F.C.              | 0        | 1         | |
|        | ACF Fiorentina            | 0        | 1         | |